# Plestia minuta
Plestia minuta är en insektsart som beskrevs av Frederick Arthur Godfrey Muir 1931. Plestia minuta ingår i släktet Plestia och familjen Ricaniidae. Inga underarter finns listade i Catalogue of Life.